# Мейсон, Джермейн
Джермейн Мейсон (англ. Germaine Mason; 20 января 1983, Кингстон, Ямайка — 20 апреля 2017, Кингстон, Ямайка) — британский прыгун в высоту, родившийся на Ямайке и выступавший за эту страну до 2006 года. Серебряный призер летних Олимпийских игр в Пекине (2008).

## Спортивная карьера
На чемпионате мира среди юниоров 2000 и 2002 годов он завоевал серебряную и бронзовую медали соответственно. На Панамериканских играх 2003 года в Санто-Доминго он смог завоевать золотую медаль, а на чемпионате мира в Париже / Сен-Дени 5-е место для себя. В следующем году он выиграл бронзу на чемпионате мира в помещении в Будапеште. Разрыв связки надколенника не позволил принять участие в Олимпийских играх в Афинах.
Выиграл серебряную и бронзовую медали на юниорских мировых чемпионатах в 2000 и 2002 годах, соответственно. Первый успех на взрослых чемпионатах пришел к нему в 2003 году на Панамериканских играх в Санто-Доминго, где спортсмен завоевал золотую медаль с личным рекордом 2,34 м. 
На мировом первенстве во французском Сен-Дени (2003) занял пятое место. Разрыв связки надколенника не позволил принять участие в Олимпийских играх в Афинах (2004). Вернулся в мировую легкую атлетику только в 2006 году уже в составе национальной сборной Великобритании. На чемпионате мира по лёгкой атлетике в помещении в Будапеште (2004) стал бронзовым призером.
19 августа 2008 года на летних Олимпийских играх в Пекине выиграл серебряную медаль с результатом 2,34 м.
Тренером Джермейна Мейсона являлся Сью Хемфри. Джермейн — троюродный брат британского спринтера Саймона Уильямсона, призёра чемпионата мира 2009 года в эстафете 4×100 м.
Погиб в Кингстоне в результате мотоциклетной аварии.